# آسیا دور
آسیا دور (انگلیسی: Asia Durr؛ زادهٔ ۵ آوریل ۱۹۹۷) بازیکن بسکتبال اهل ایالات متحده آمریکا است.